# پایگاه آب‌نشین گرند آیل
پایگاه آب‌نشین گرند آیل (به انگلیسی: Grand Isle Seaplane Base) یک فرودگاه خصوصی است که یک باند فرود آب دارد و طول باند آن ۴۵۷۲ متر است. این فرودگاه در کشور ایالات متحده آمریکا قرار دارد و در ارتفاع ۰ متری از سطح دریا واقع شده‌است.